# A1.1 (motorväg, Schweiz)
A1.1 är en motorväg i Schweiz som går mellan Rorschach och Arbon.